# Фолоруншо, Майкл
Майкл Иджемуан Фолоруншо (итал. Michael Ijemuan Folorunsho; род. 7 февраля 1998, Рим) — итальянский футболист нигерийского происхождения, центральный полузащитник клуба «Наполи» и сборной Италии. Выступает на правах аренды за клуб «Фиорентина». Участник чемпионата Европы 2024.

## Клубная карьера
Фолоруншо — воспитанник клубов «Тор Сапиенца», «Савио» и «Лацио». В 2017 году игрок подписал контракт с командой «Виртус Франкавилла». 26 августа 2017 года в матче против «Лечче» он дебютировал в итальянской Серии C. 25 февраля 2018 года в поединке против «Сикула Леонцио» Майкл забил свой первый гол за «Виртус Франкавилла». Летом 2019 года Фолоруншо подписал контракт с «Наполи» и сразу же был отдан в аренду в «Бари». 13 октября в матче против «Тернаны» он дебютировал за новую команду.
В 2020 году Фолоруншо был арендован клубом «Реджина». 17 октября в матче против «Виртус Энтелла» он дебютировал в итальянской Серии B. 24 октября в поединке против «Порденоне» Майкл забил свой первый гол за «Реджину».
В 2021 году Фолоруншо перешёл на правах аренды в «Порденоне». 21 августа в матче против «Перуджи» он дебютировал за новую команду. 24 октября в поединке против «Пизы» Майкл забил свой первый гол за «Порденоне». После окончания аренды игрок вновь был арендован «Бари» и «Реджаной».
Летом 2023 года Фолоруншо перешел на правах аренды в «Эллас Верона». В матче против «Эмполи» он дебютировал в Серии A. 5 ноября в поединке против «Монци» Майкл забил свой первый гол за «Эллас Верону».